# Скирда

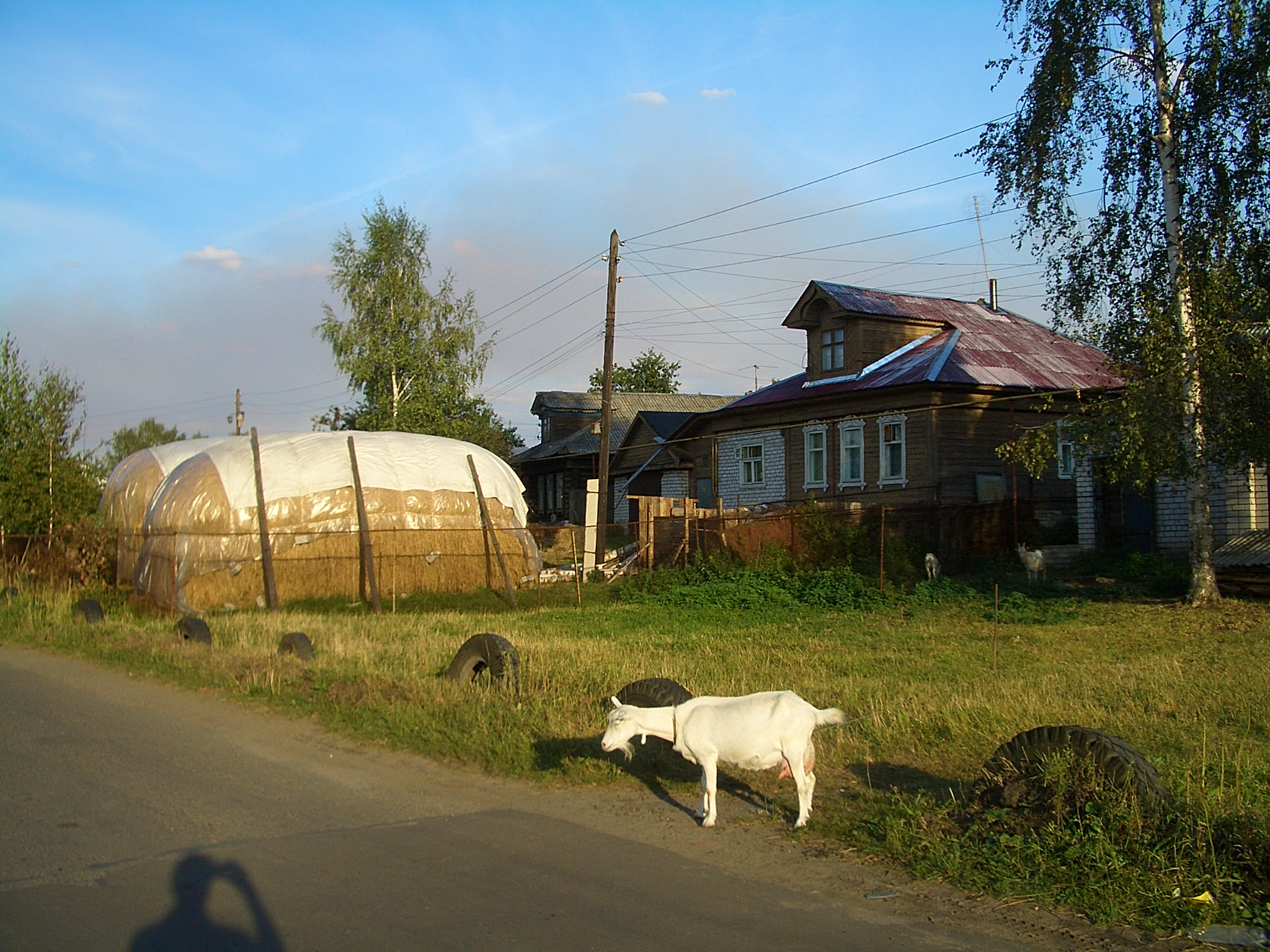
Небольшие скирды возле дома

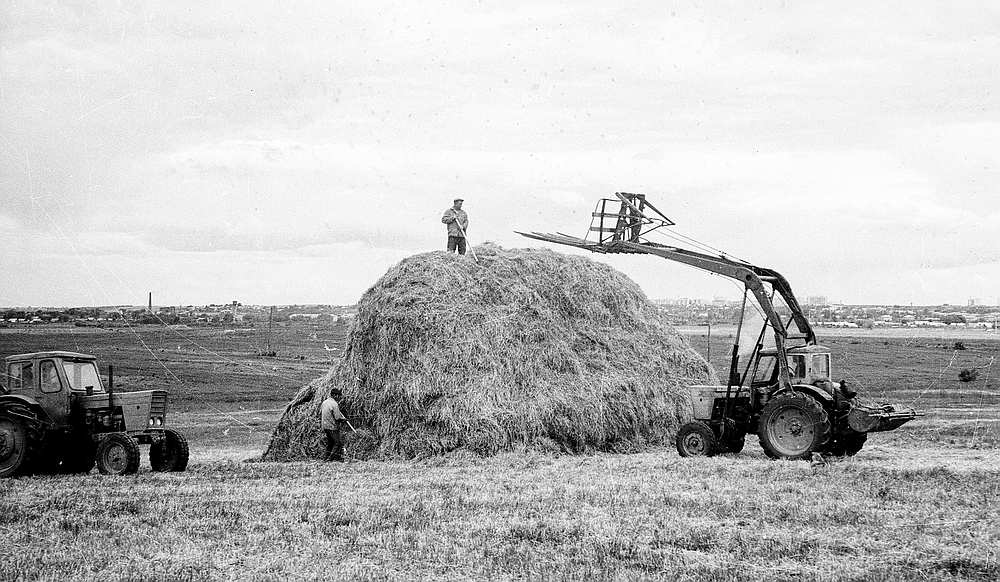
Скирдование сена с использованием навесного оборудования на трактор — стогометателя

Скирда́, скирд — плотно сложенная, сужающаяся кверху масса сена, соломы или снопов зерновых культур, которой придана продолговатая прямоугольная двускатная форма, предназначенная для хранения под открытым небом. По своей сути является разновидностью стога.

## Этимология
Слова «скирд» и «скирда» (на древне-русском — «скирдъ»; на украинском — «ски́рта», «сти́рта»; белорусском — «скíрта») заимствованы из балтийского языка; ср. лит. «stìrtа» (стог сена), лтш. «stir̃tа» (кровлеобразная сушильня для ярового хлеба в поле), которые связаны, далее, с латышским словом «stirpa» (кровлеобразная сушильня для ярового хлеба).

## Описание

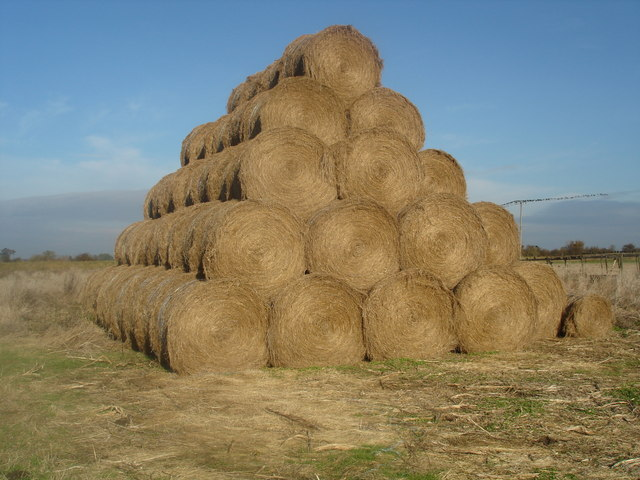
Скирда, сложенная из прессованных рулонов сена

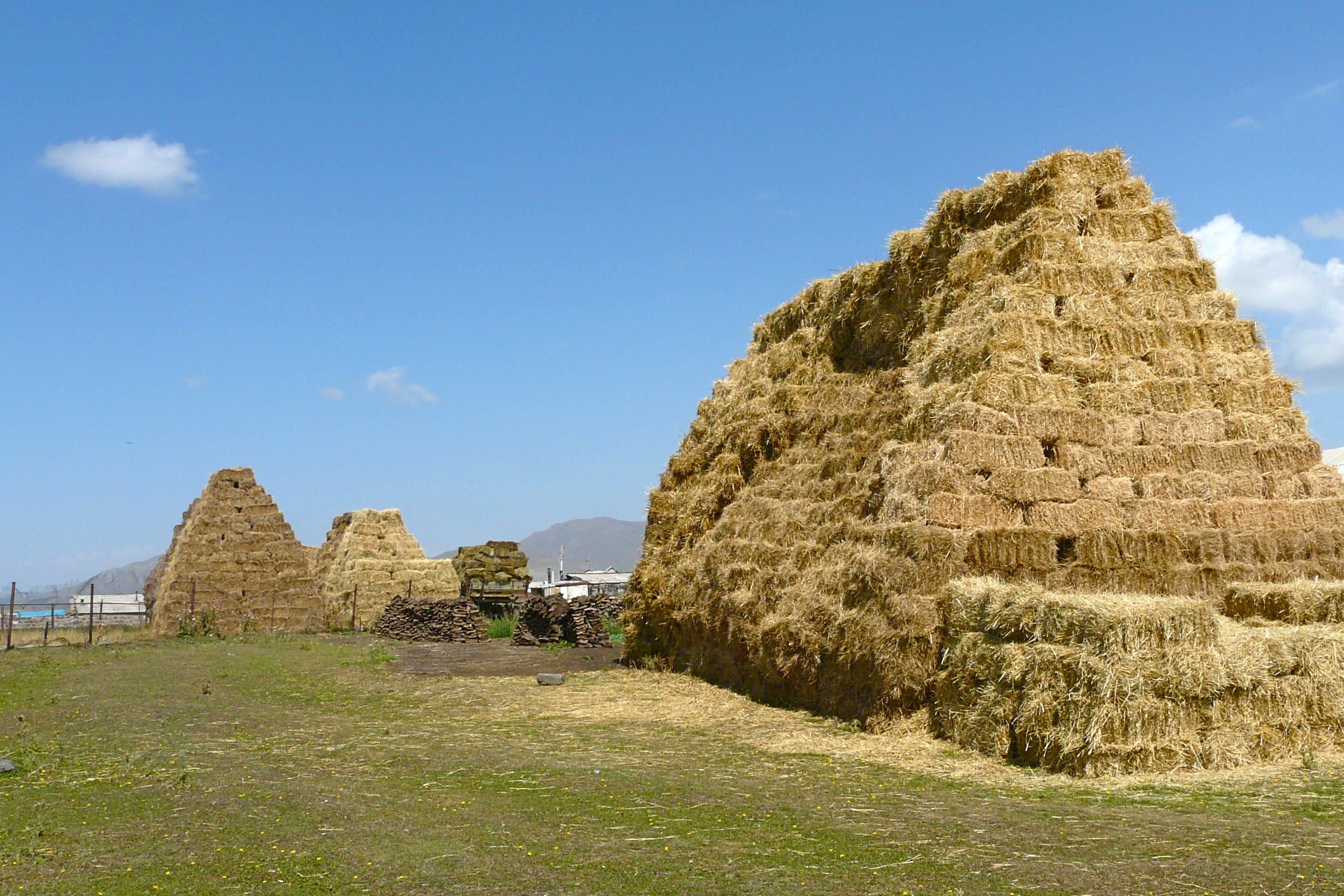
Скирды, сложенные из прессованных тюков соломы

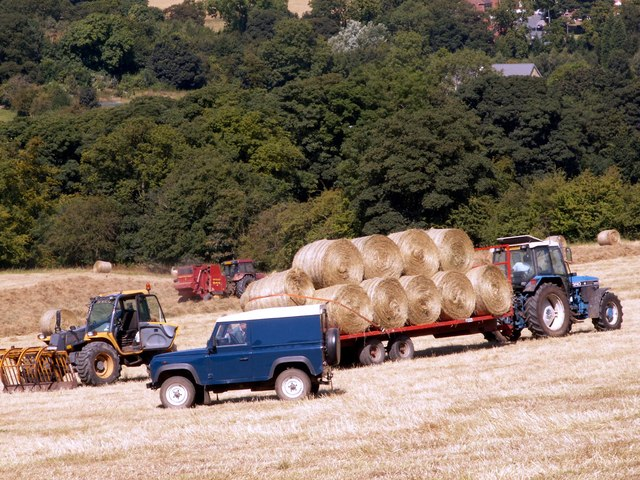
Транспортировка рулонов сена

Скирда отличается от стога по форме. Если стог чаще всего имеет округлую форму, то скирда продолговатая, имеющая в среднем ширину 4,5-5,5 метров, длину 8-25 метров, высоту 6-7 метров. В скирды укладывают высушенное сено и солому. Ранее, когда необходимо было производить обмолот в другом месте, часто в поле или на гумне в скирды складывали снопы. Устройство скирд в поле удобно, так как не требует перевозки в то время, когда свободных рук и транспорта недостаточно, хотя это может быть связано со многими неудобствами при зимней транспортировке. Часто в поле оставляют скирды соломы как запасной низкокачественный фураж, который в случае ненадобности может быть весной просто сожжён. Для длительной защиты от осадков скирды сена обычно дополнительно накрывают слоем соломы или полиэтиленом, к краям которого привязываются тяжёлые предметы, чтобы полиэтилен не сдувало ветром.
В местах, где устанавливают большое количество скирд, обязательно устанавливают громоотводы. Укладка скирд и стогов требует определённого мастерства, чтобы они не обрушились и с них стекала вода. Укладку производили при помощи вил, с появлением механизации — тракторами при помощи специальных навесных агрегатов, однако вершат скирды обычно люди-скирдоправы. Процесс укладки скирд называется скирдование.
При механизированной уборке при складывании скирд могут использоваться стогометатели и скирдовальные агрегаты.
В связи с механизацией сельского хозяйства и заготовлением сена в виде спрессованных рулонов или тюков в скирды (штабели в форме скирды, для уменьшения воздействия атмосферных осадков и большей устойчивости) всё чаще складывают прессованное сено (солому) в рулонах или тюках.